# Delinquent Habits
Delinquent Habits (ook bekend als Los Tres Delinquentes) is een Amerikaanse hip-hopgroep. Delinquent Habits is in 1991 opgericht in Los Angeles en is bekend om zijn bum-rap, met latin-invloeden. Hun eerste album is geproduceerd door Cypress Hill-lid Sen Dog en bevatte gastoptredens van Sen zelf alsook de New Yorkse rapper Hurricane G.

## Leden
Oude leden:
- Kemo the Blaxican (David L.K. Thomas, lid)
- Ives, Irie, El Guero/Huero Loco (Ivan Martin, MC)
- O.G. Style (Alejandro Martinez, DJ en producent)

Nieuwe leden:
- SuperStar DJ's
- Ives, Irie, Huero Loco, (Ivan Martin, raps)
- J, (echte naam onbekend, raps)
- Michelle (zang)

De groep bestond oorspronkelijk uit twee MC's, Ives en Kemo, met O.G. Style als DJ. De groep werd daarom vaak "Los Tres Delinquentes" genoemd (vertaling: "De Drie Delinquenten"). In 1996 kreeg de groep internationaal succes met zijn eerste single "Tres Delinquentes", die meer dan een miljoen keer verkocht werd. Het succes van dit nummer zorgde ervoor dat hun eerste album vrijwel net zo goed verkocht. Kemo verliet de groep nadat het album Freedom Band uitkwam om solo verder te gaan. Hij werd vervangen door J, die ook in het nummer Mescalito te horen is, en de zangeres Michelle kwam erbij, die al eerder in hun nummers had gezongen.

## Discografie
- Delinquent Habits, 1996
- Here Come the Horns, 1998
- Merry Go Round, 2001
- Freedom Band, 2003
- New and Improved, 2006
- The Common Man, 2009
- It Could Be Round Two, 2017

## Trivia
- Diverse nummers zijn te horen in computerspellen zoals Tony Hawk's Pro Skater 4 en Total Overdose: A Gunslinger's Tale in Mexico.
- Ondanks het latin-imago van een deel van hun repertoire was Kemo de enige van de drie mannen in de groep die vloeiend Spaans sprak.